# Giuseppe Mirabelli
Conte Giuseppe Maria Francesco Saverio Mirabelli (Calvizzano, 13 maggio 1817 – Napoli, 2 agosto 1901) è stato un giurista e politico italiano.
Fu senatore del Regno d'Italia dalla X alla XXI legislatura.

## Biografia
Giuseppe Mirabelli nacque a Calvizzano dal dottor Domenico Mirabelli e da Marianna di Criscio, in una famiglia alto borghese, quartogenito di sette figli.
Compì i suoi studi secondari nel seminario di Pozzuoli: a quel tempo, infatti, la buona borghesia napoletana indirizzava i propri figli in quel tipo di scuole anche per prepararli alle professioni. Si dedicò poi allo studio del diritto e si laureò in giurisprudenza presso l'Università di Napoli nel 1841, e ottenne poco dopo l'abilitazione all'insegnamento. Nello stesso anno entrò in Magistratura, divenendo giudice del Tribunale di Napoli.
Nel 1846, dopo il suo matrimonio, era Cancelliere del Tribunale civile di Catanzaro.
Nel 1848, durante i moti, espresse pubblicamente le sue posizioni politiche, per questo fu quindi identificato come liberale e nel 1849, perse l'ufficio di Giudice di Gran Corte Criminale. Successivamente, lo stesso governo borbonico lo invitò a riprendere le sue funzioni, ma rifiutò di servire chi lo aveva perseguitato. Durante questo periodo, professò l'avvocatura e diede lezioni private di diritto.

### Dopo l'Unità d'Italia
Solo dopo l'entrata di Garibaldi in Napoli, decise di ritornare in Magistratura, percorrendo velocemente tutti i suoi gradi: fu Giudice della Gran Corte criminale di Caserta e Giudice della Gran Corte civile di Catanzaro nel 1860 e Giudice della Gran Corte civile di Napoli nel 1861; poi divenne procuratore generale alla Corte d'Appello di Aquila dal 1862 al 1863. Passò poi nuovamente alla Corte d'Appello (nuova denominazione della Gran Corte civile) di Napoli, della quale il 4 aprile 1868 venne nominato presidente. Resse questa carica fino al 1º aprile 1875, quando salì al grado di primo presidente della Corte di Cassazione napoletana. Fu anche brevemente parlamentare del Regno nel 1861: eletto, venne escluso per sorteggio per eccedenza di deputati.

### Senatore del Regno
Nel 1867 fu nominato dal re Vittorio Emanuele II Senatore del Regno per la categoria 10, dopo che la prima nomina avvenuta due anni prima per la categoria 13 non fu convalidata dal Senato. Ricoprì la carica di Vicepresidente del Senato dal 6 novembre 1873 al 20 settembre 1874; fu inoltre membro della commissione parlamentare per l'esame del Codice penale nel 1877.

### Conferimento del titolo nobiliare
Il 2 giugno 1892 fu collocato a riposo: il re Umberto I gli conferì in quell'occasione il titolo di Conte. Il titolo fu la coronazione della sua carriera giudiziaria, e fu l'attestato di stima massimo a seguito di una disposizione di legge, che lui stesso aveva difeso, che privava la Magistratura di un giureconsulto come lui. Secondo lo storico Raffaele Galiero, il rammarico fu generale: solenni furono gli attestati di simpatia al senatore, e financo il Re d'Italia gli scrisse nella missiva con cui lo titolava in questo modo:
Continuò a servire la giustizia con la pubblicazione di nuove monografie giuridiche, ma si cimentò anche nell'attività scientifica.

### Morte
Morì nella sua dimora di Napoli, il palazzo Della Porta sito in via Toledo, il 2 agosto 1901, probabilmente per i danni cerebrali subiti in seguito ad una caduta da cavallo. Le sue spoglie sono conservate nel cimitero di Calvizzano-Mugnano. Diffuso fu il cordoglio per la sua dipartita: per fare un esempio celebre, questo disse di lui il senatore Enrico Pessina:
A Napoli, a sua memoria c'è una lapide sita a palazzo Della Porta ricorda il Senatore, mentre a Calvizzano, suo paese natio che ha continuato a frequentare tutta la vita, gli intitolò già dal 1892 il suo corso principale.

## Vita privata
L'11 maggio 1845 sposò donna Vincenza Domanico, di Rogliano. Rimase vedovo nel 1864.
Ebbe 11 figli, di cui però due figlie morirono poco prima dei vent'anni, un figlio morì adolescente e due bambini morirono infanti. La primogenita Marianna Raffaelina, nata nel 1846, fu madre di Sarah De Rosa Mirabelli; quest'ultima fu la moglie del Generale Armando Diaz.
Era socio dell'Accademia reale di Napoli dal 1887 e della società Pontaniana dal 1894.
Il padre, il fratello primogenito Annibale, il figlio Gennaro e il nipote Domenico sono stati sindaci della sua città natale.

## Opere

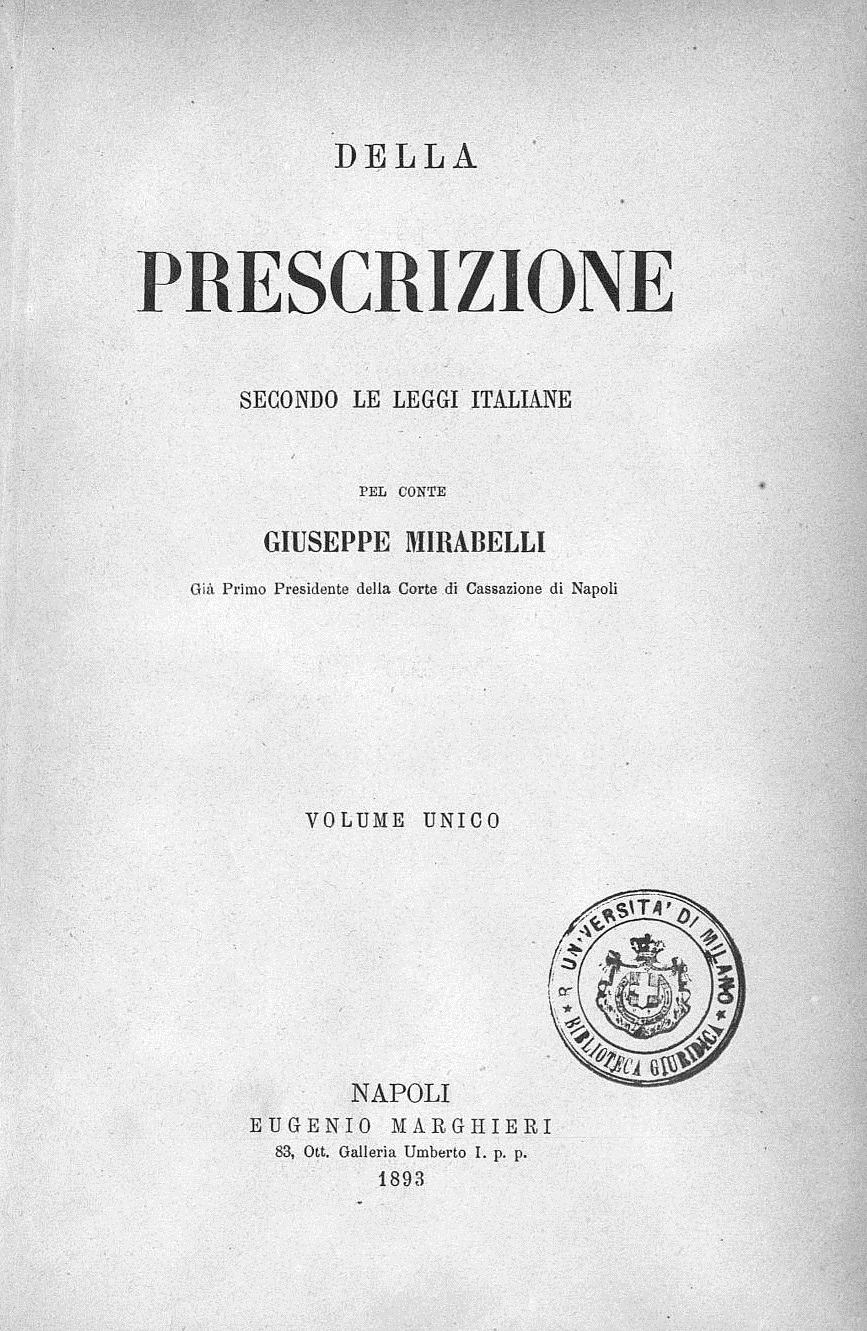
Della prescrizione secondo le leggi italiane, 1893

Prolifica fu la sua produzione di opere sul diritto:
- Contratti speciali: comodato, mutuo, costituzione di rendita, contratto vitalizio, deposito e sequestro, pegno, anticresi, fideiussione, giuoco e scommessa, transazione, 1894.
- Delle ipoteche secondo il codice italiano, 1896.
- Degli effetti dell'alienazione o dell'ipoteca della cosa comune non consentite da tutti i condomini secondo il diritto romano e il codice civile italiano, 1886.
- Del diritto dei terzi secondo il codice civile italiano I, II, III, 1889-91.
- Della surroga legale secondo il codice civile italiano, 1890.
- Della prescrizione secondo le leggi italiane, Napoli, Marghieri, 1893.
- L'inamovibilità della magistratura nel Regno d'Italia, 1876.
- Relazione sulla statistica sommaria degli affari civili e penali trattati nel distretto della corte d'appello di Napoli nel quinquennio dal 1866 al 1870, 1874.
- Della cessione dei crediti e loro accessori per atti tra vivi, a titolo gratuito, od oneroso, rispetto ai terzi, 1887.
- Dei principi fondamentali dell'istituto della trascrizione, secondo il codice civile italiano e delle conseguenze che ne derivano, 1887.
- Osservazioni sull'articolo 1003 del codice civile, 1891.